# شهرستان گلشن
شهرستان گلشن یکی از شهرستان‌های استان سیستان و بلوچستان ایران است. مرکز این شهرستان، شهر جالق است.
این شهرستان در تاریخ ۱۷ دی ۱۳۹۹ از شهرستان سراوان جدا شد و مستقل گردید.

## پیشینه نام
در مورد پیشینه نام این منطقه (جالق)، دو نظریه ذکر شده‌است:
- نظریه اول: بعضی‌ها بر این باورند پس از هجوم مغولها به این شهر و ویرانی کامل آن، مردم محلی اسم آنرا از گلشن به جلگ و سپس به جالق (که در زبان محلی به معنای ویرانه می‌باشد) تغییر دادند.
- نظریه دوم: این نظریه، راجع به نامگذاری جالق این گونه است که در زمانهای دور و قبل از هجوم مغولان، به دلیل سرسبزی منطقه و وجود چشمه و قنات‌های فراوان، به آن جلگه می‌گفتند که به مرور زمان تبدیل به جالق شد.

## موقعیت جغرافیایی
شهرستان گلشن از شمال به شهرستان خاش، از جنوب تا غرب با شهرستان سراوان همسایه و از شرق با پاکستان هم‌مرز است.

## مردم‌شناسی
مردم شهرستان گلشن، از قومیت بلوچ می‌باشند؛ پس مردم این شهرستان، به زبان بلوچی صحبت می‌کنند. دین ساکنان این شهرستان، اسلام بوده و مذهبشان سنی حنفی می‌باشد.

## تقسیمات کشوری
شهرستان گلشن دارای ۲ بخش، ۴ دهستان و ۱ شهر به شرح زیر است:

### شهرستان گلشن
| بخش     | مرکز بخش | جمعیت بخش ۱۳۹۵ | نام دهستان  | مرکز دهستان | جمعیت دهستان ۱۳۹۵ | شهر              | جمعیت شهر ۱۳۹۵   |
| ------- | -------- | -------------- | ----------- | ----------- | ----------------- | ---------------- | ---------------- |
| مرکزی   | جالق     | ۲۲٬۰۹۴ نفر     | جالق        | جالق        | ۲٬۸۷۷ نفر         | جالق             | ۱۸٬۰۹۸ نفر       |
| مرکزی   | جالق     | ۲۲٬۰۹۴ نفر     | سینکان      | سینکان      | ۱٬۱۱۹ نفر         | جالق             | ۱۸٬۰۹۸ نفر       |
| کله گان | لجی      | ۶٬۹۶۲ نفر      | کله گان     | کله دین     | ۴٬۳۵۹ نفر         | **************** | **************** |
| کله گان | لجی      | ۶٬۹۶۲ نفر      | شند اشکندان | شند اشکندان | ۲٬۶۰۳ نفر         | **************** | **************** |

## جمعیت
بر پایه سرشماری عمومی نفوس و مسکن در سال ۱۳۹۵، جمعیت شهرستان گلشن برابر با ۲۹٬۰۵۶ نفر بوده است.

## آثار تاریخی
از آثار تاریخی شهرستان می‌توان به قلعه شیشه‌ریز، مجموعهٔ گنبدهای کوهکن، قلعه دادمحمد، قلعه سردارشیرمحمد، قلعه سرکوه، کوه الله‌اکبر و خرابه‌های قدیمی شهر اشاره کرد.
در این منطقه، آرامگاه‌های قدیمی و کهن به چشم می‌خورد که قدمت آن‌ها به دوره‌های سلجوقی و ایلخانی بازمی‌گردد. در بیشتر آرامگاه‌های مربوط به دوره ایلخانی، نشان صلیبی را بر بالای تاقچه‌ها می‌توان مشاهده کرد و در مقبره‌های کوهکن و شیشه ریز نیز می‌توان این ویژگی را دید. این آرامگاه‌ها به‌طور معمول، از یه اتاق کوچک چهارمتری و یک گنبد روی آن تشکیل یافته‌اند و در یک مورد هم، به صورت دو اتاق به هم چسبیده با برج دوقلو گنبدی بالای آن‌ها است.